# Resolutie 411 Veiligheidsraad Verenigde Naties
Resolutie 411 van de Veiligheidsraad van de Verenigde Naties van 30 juni 1977 werd unaniem aangenomen door de vijftien leden van de VN-Veiligheidsraad. De resolutie veroordeelde Zuid-Rhodesiës agressie tegen Mozambique en vroeg de VN-lidstaten dat laatste land economisch te steunen.

## Achtergrond
Nadat een minderheidsregime de onafhankelijkheid van Zuid-Rhodesië had uitgeroepen, werd dit door de Verenigde Naties in resolutie 217 illegaal verklaard. Ook werden er in resolutie 253 sancties opgelegd. Hierop begon het land met provocaties en agressie tegen zijn buurlanden die de sancties naleefden.

## Inhoud
De Veiligheidsraad:
- Neemt nota van het telegram van de president van Mozambique aan de secretaris-generaal Kurt Waldheim op 18 juni.
- Heeft verklaringen gehoord van agressie tegen Mozambique door Zuid-Rhodesië.
- Neemt akte van de resolutie van de Organisatie van Afrikaanse Eenheid.
- Is verontwaardigd over de agressie van Zuid-Rhodesië tegen Mozambique en de doden en vernielingen die hiervan het gevolg zijn.
- Is erg bezorgd om de verergerende situatie in Zuid-Rhodesië door het voortbestaan van het illegale regime.
- Herbevestigt het recht van het Zuid-Rhodesische volk op zelfbeschikking en onafhankelijkheid en de wettigheid van hun strijd hiervoor.
- Herinnert aan resolutie 232 (1966) die bepaalde dat de situatie in Zuid-Rhodesië een bedreiging is voor de internationale vrede en veiligheid.
- Erkent dat door de agressie tegen Mozambique, Botswana en Zambia de veiligheid en stabiliteit in de regio verslechteren.
- Herinnert aan zijn eerdere resoluties over sancties tegen Zuid-Rhodesië; resolutie 253 (1968) in het bijzonder.
- Denkt aan de belangrijke bijdrage hieraan die Mozambique heeft geleverd door diens beslissing om de grenzen met Zuid-Rhodesië te sluiten en de sancties strikt na te leven.
- Is bezorgd omdat de tot dusver genomen maatregelen hebben gefaald en is ervan overtuigd dat de sancties enkel zullen werken als ze strikt uitgevoerd worden.
- Herinnert aan resolutie 386.
- Is in het bijzonder bezorgd om de schendingen van de sancties door Zuid-Afrika en diens steun aan het illegale regime.
- Herbevestigt de verantwoordelijkheid van het Verenigd Koninkrijk om het illegale regime te beëindigen.
- Herbevestigt de relevante voorwaarden, de oproep voor steun aan de landen die slachtoffer zijn geworden van agressie door racistische minderheidsregimes in het bijzonder, in de Maputo-verklaring en steunt het Zimbabwaanse volk.

1. Veroordeelt het illegale minderheidsregime in Zuid-Rhodesië voor de agressie tegen Mozambique.
2. Verklaart dat die agressie de situatie in de regio sterk verslechtert.
3. Veroordeelt de Zuid-Afrikaanse steun aan het illegale regime.
4. Herbevestigt dat het voortbestaan van het illegale regime een bron van onveiligheid en instabiliteit in de regio is en bovendien de internationale vrede en veiligheid ernstig bedreigt.
5. Herbevestigt het recht van het Zimbabwaanse volk op zelfbeschikking en onafhankelijkheid en roept op tot steun aan hun bevrijdingsbewegingen.
6. Betuigt eerbied aan Mozambique voor het uitvoeren van de sancties en de steun aan het Zimbabwaanse volk.
7. Eist dat de nationale soevereiniteit en territoriale integriteit van Mozambique gerespecteerd worden.
8. Eist dat geen enkel land het illegale regime steunt en dat Zuid-Afrika de VN-resoluties naleeft en zijn samenwerking met Zuid-Rhodesië stopzet.
9. Vraagt alle landen om Mozambique te steunen wanneer het zijn verdediging wil versterken.
10. Vraagt alle landen en organisaties Mozambique het economische verlies door de sancties te helpen opvangen.
11. Vraagt de VN-organisaties het in paragraaf °10 gevraagde prioriteit uit te voeren.
12. Roept alle landen op om de sancties strikt na te leven; vraagt het comité dat werd opgericht in resolutie 253 om maatregelen waardoor de sancties worden aangescherpt te onderzoeken overeenkomstig artikel 41 van het Handvest van de Verenigde Naties en met gepaste aanbevelingen aan de Raad te komen.
13. Vraagt de secretaris-generaal de hulp te organiseren.
14. Besluit om op de hoogte te blijven.

## Verwante resoluties
- Resolutie 406 Veiligheidsraad Verenigde Naties
- Resolutie 409 Veiligheidsraad Verenigde Naties
- Resolutie 415 Veiligheidsraad Verenigde Naties
- Resolutie 423 Veiligheidsraad Verenigde Naties

Lijst ·  403 ·  404 ·  405 ·  406 ·  407 ·  408 ·  409 ·  410 ·  411 ·  412 ·  413 ·  414 ·  415 ·  416 ·  417 ·  418 ·  419 ·  420 ·  421 ·  422